# Julia Osmak

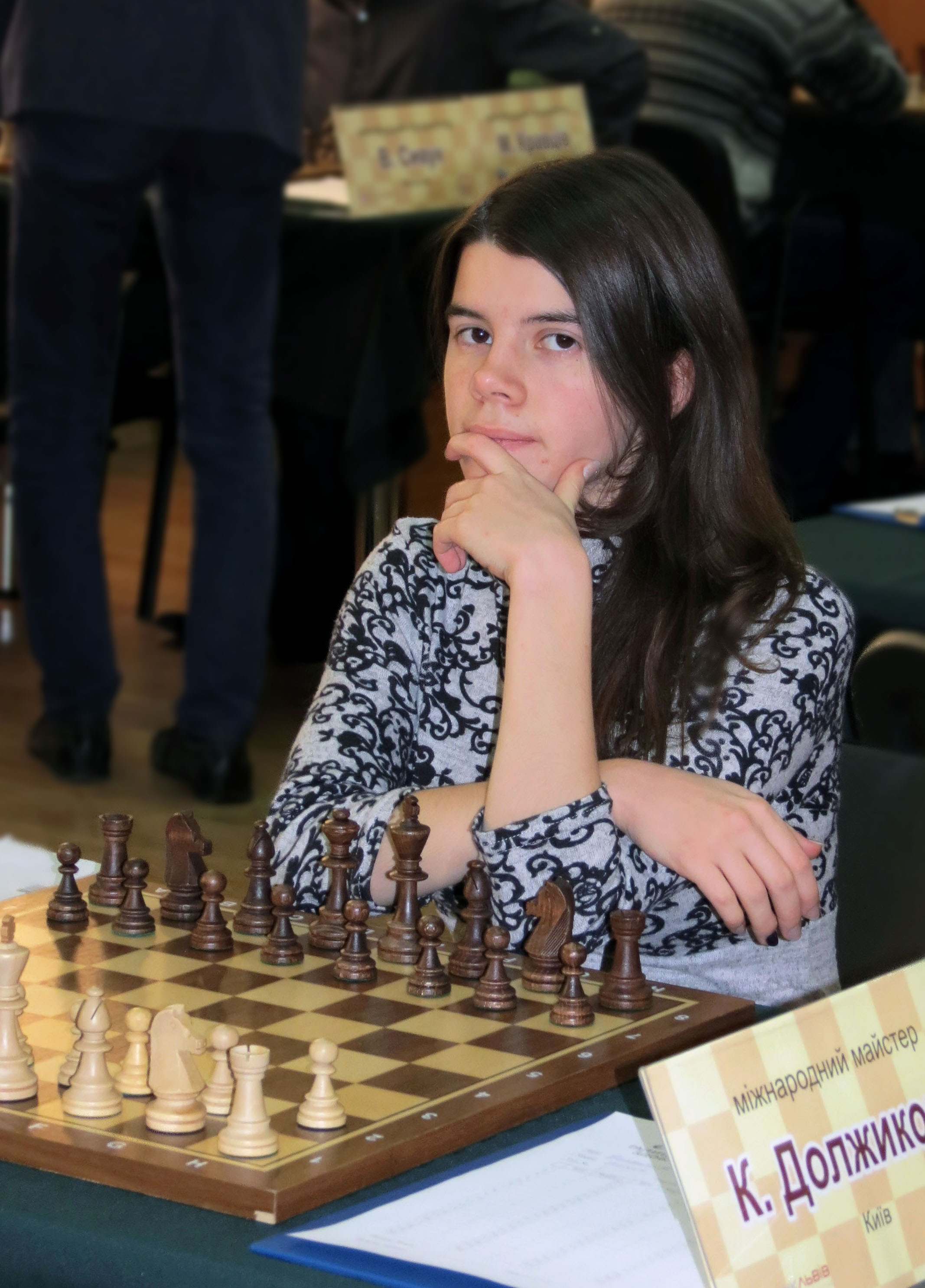
Julia Osmak, Lviv 2015

Julia Osmak (Kiev, 6 maart 1998) is een Oekraïense schaakster. Sinds 2017 is ze Internationaal Meester (IM), sinds 2016 is ze grootmeester bij de vrouwen (WGM). 

## Schaakcarrière
Julia Osmak boekte al in haar jeugd goede resultaten met schaken. In 2008 werd ze in Herceg Novi tweede op het Europees kampioenschap schaken voor jeugd in de categorie meisjes tot 10 jaar. In 2010 werd ze in Batoemi tweede op het EK voor jeugd in de categorie meisjes tot 12 jaar.  In 2010 won ze in Porto Carras het wereldkampioenschap schaken voor jeugd in de categorie meisjes tot 12 jaar. In 2016 vond in Celje het Europees schaakkampioenschap voor meisjesteams tot 18 jaar plaats. Het Oekraïense nationale team won het kampioenschap, met Julia Osmak spelend aan het eerste bord. Het Oekraïense individuele kampioenschap voor vrouwen tot 20 jaar won ze in 2012 en in 2018. 
In 2017 won ze in Zjytomyr het Oekraïense vrouwenkampioenschap. In 2019 werd ze op dit kampioenschap, dat toen werd gehouden in Loetsk, werd ze tweede, met evenveel punten als de winnares Natalja Sjoekova.
Met het nationale Oekraïense vrouwenteam nam ze in 2017 deel aan het Wereldkampioenschap schaken voor landenteams in Chanty-Mansijsk, aan de Schaakolympiade 2018 in Batoemi, waarbij het Oekraïense team als tweede eindigde, en aan het Europees kampioenschap schaken voor landenteams in 2017 op Kreta en in 2019 in Batoemi. In 2022 nam ze deel aan de 44e Schaakolympiade, gehouden in Chennai, en won met het Oekraïense vrouwenteam het vrouwentoernooi. 

## Schaakverenigingen
In het Georgische kampioenschap voor schaakverenigingen won ze in 2015 met Samegrelo het kampioenschap. In Spanje speelde ze in 2018 en 2019 voor Jaime Casa Monzon, in Polen voor TS Visła Krakóv. Met de Schaakfederatie van Kiev nam ze in 2018 en 2019 deel aan de European Club Cup voor vrouwen. In Frankrijk speelt ze voor Club d'Echécs de Chartres.

## Titel en rating
Vanwege het winnen van het WK schaken voor jeugd in de categorie meisjes tot 12 jaar, in 2010, kreeg ze de titel FIDE-meester bij de vrouwen (WFM). 
Sinds september 2016 heeft ze de titel grootmeester bij de vrouwen (WGM). De normen daarvoor behaalde ze in 2014 bij het Oekraïense individuele vrouwenkampioenschap in Lviv waarop ze met toename van haar Elo-rating met 85.6 punten derde werd, en bij het vrouwenkampioenschap 2015, eveneens in Lviv, en de derde WGM-norm op het Europees kampioenschap schaken voor vrouwen van 2016 in de Roemeense badplaats Mamaia. In augustus 2017 verkreeg zij de titel Internationaal Meester (IM). Haar WGM-norm op het vrouwenkampioenschap van 2014 was tevens geldig als IM-norm. De overige IM-normen behaalde ze in de A-groep van het 25e internationale toernooi in Kavala en op het  vrouwenkampioenschap van 2017 in Riga.
In de FIDE-ranglijst voor meisjes stond ze met haar Elo-rating in december 2014 voor de eerste keer op de vijfde plaats.
In december 2022 was haar Elo-rating 2451. Ze stond toen op nummer 27 van de wereldranglijst met vrouwen. 

## Externe koppelingen
- (en)   Informatie over schaakpartijen van Julia Osmak op ChessGames.com
- (en)   Informatie over schaakpartijen van Julia Osmak op 365chess.com
- (en)  FIDE-ratinggegevens voor Julia Osmak